# Simon Raket
Simon Raket (ca. 1975) is een Belgische Franstalige dichter uit Brussel. Hij maakt sinds 2010 deel uit van het Luikse jazz-rapcollectief Speakeasy.
In 2015 was hij Belgisch kampioen Poetryslam. Een maand later werd hij Europees vice-kampioen.